# Buslijn 310 (Leuven - Holsbeek - Aarschot)
Buslijn 310 Leuven - Holsbeek - Aarschot verbindt Leuven met Aarschot via Kessel-Lo, Holsbeek, Kortrijk-Dutsel, Nieuwrode en Sint-Joris-Winge

## Pachter
De ritten worden grotendeels gereden door STACA, een pachter in Kortenberg.

## Geschiedenis

### 2004
Sinds 28 mei 2004 rijden er nachtbussen op lijn 310 op vrijdag- en zaterdagnacht tussen Leuven en Rotselaar. De prijs voor een biljet was toen €1,20. Aangezien de Stad Leuven als derdebetaler optreedt, moest op- of afstap wel in Leuven plaatsvinden. De prijs voor een biljet was toen €1,20. Aangezien Stad Leuven als derdebetaler optreedt, moest op- of afstap wel in Leuven plaatsvinden. Sinds 1 oktober 2004 heeft lijn 310 weekendbediening.

### 2005
In 2005 reed lijn 310 dezelfde omweg doorheen Kessel-Lo via de Gemeentestraat als Lijn 2. Dit had tijdverlies en ongemak tot gevolg, aangezien reizigers voor Holsbeek en verder vaak niet eens konden opstappen in Leuven tijdens de spitsuren.

### 2006
Sinds 6 mei 2006 rijdt de bus rechtstreeks via de Eenmeilaan en heeft hij daar ook een halte ter hoogte van het Provinciaal Domein van Kessel-Lo.

### 2009
Begin mei 2009 werd ook het aanbod aan nachtbussen fors uitgebreid en werden deze ook gratis, omdat ook de omliggende gemeentes, met uitzondering van Holsbeek instapten in het derdebetalersysteem.

### 2012
In 2012 was er een grote besparingsronde. Naar aanleiding daarvan was De Lijn van plan om bus 310 tijdens het weekend niet meer verder dan Kortrijk-Dutsel te laten rijden. Na overleg werd hierop teruggekomen. Nu rijdt de bus op zondag om de 2 uur en op zaterdag om het uur.

## Route
- Dynamische kaart op Openstreetmap met mogelijkheid tot inzoomen, omgeving bekijken en export als GPX

## Externe verwijzingen
- haltelijst
- routeplan
- Website De Lijn